# Nghiêm Đông Sinh
Nghiêm Đông Sinh (giản thể: 严东生; phồn thể: 嚴東生; bính âm: Yán Dōngshēng; Wade–Giles: Yan² Tung¹-sheng¹; 10 tháng 2 năm 1918 – 18 tháng 9 năm 2016) là một nhà hóa học vô cơ của Trung Quốc và là nhà khoa học vật liệu. Ông là một thành viên của Viện Khoa học Trung Quốc và Viện Kỹ thuật Trung Quốc. Ông là thành viên của Đảng Cộng sản Trung Quốc và Học xã Cửu Tam. Ông là thành viên Ủy ban Thường vụ của Hội nghị Hiệp thương Chính trị Nhân dân Trung Quốc lần thứ 6 và thứ 7.

## Tiểu sử
Nghiêm Đông Sinh được sinh ra trong một gia đình trí thức, ở Thượng Hải, vào ngày 10 tháng 2 năm 1918. Cha ông tốt nghiệp Đại học Bắc Dương (nay là Đại học Thiên Tân) và làm việc trong ngành quản lý đường sắt Bắc Kinh-Hán Khẩu. Mẹ ông là một cựu sinh viên của Cao đẳng Phụ nữ Hàng Châu. Ông đã theo học trường Trung học Sùng Đức Bắc Kinh, trong thời gian đó, ông đã quan tâm đến khoa học và tiếng Anh. Năm 1935, ông học hóa học ngay từ đầu tại Đại học Thanh Hoa, nhưng chuyển sang Đại học Yên Kinh hai năm sau đó. Sau khi tốt nghiệp, ông làm việc ở đó với tư cách là trợ lý giảng dạy dưới sự hướng dẫn của ông Trương Tử Cao.
Năm 1941, Chiến tranh Thái Bình Dương nổ ra, bởi vì các trường đại học bị đình chỉ vì chiến tranh, ông đã làm việc tại Đại học Tư thục Trung Quốc cùng với Trương Tử Cao. Năm sau, ông làm kỹ sư cho Công ty Vật liệu chịu lửa Đường Sơn Khai Loan.
Năm 1946, ông theo đuổi các nghiên cứu tiên tiến tại Hoa Kỳ, lần đầu tiên nhận được bằng tiến sĩ về kỹ thuật gốm từ Đại học Illinois vào năm 1949 và bằng tiến sĩ sau đó vào năm 1950.
Ông trở về Trung Quốc vào năm 1950 và năm đó trở thành một nhà nghiên cứu tại Viện Luyện kim và Gốm sứ của Viện Khoa học Trung Quốc (CAS). Sau đó, ông được thăng chức giám đốc vào năm 1954. Ông gia nhập Học xã Cửu Tam vào năm 1956. Vào những năm 1960, ông trở thành phó chủ tịch của Viện gốm sứ Thượng Hải, Viện Khoa học Trung Quốc
Trong Cách mạng Văn hóa, ông được gọi là "quyền uy học thuật phản động” và bị bức hại chính trị.
Năm 1976, Hoa Quốc Phong và Diệp Kiếm Anh lật đổ tứ nhân bang, ông đã được phục chức. Cùng năm đó, ông là chủ tịch của Viện gốm sứ Thượng Hải, Viện Khoa học Trung Quốc và phó chủ tịch Chi nhánh Thượng Hải Viện Khoa học Trung Quốc. Năm 1977, ông được mời tham dự Hội nghị Quốc gia về Khoa học và Giáo dục, được chủ trì bởi chính trị gia Đặng Tiểu Bình. Ông được bầu làm phó chủ tịch của Viện Khoa học Trung Quốc năm 1981, và ba năm sau đó được thăng chức lên vị trí Phó Chủ tịch thứ nhất và Bí thư Đảng bộ.
Trong những năm sau đó, ông là cố vấn đặc biệt của Viện Hàn lâm Khoa học Trung Quốc, Chủ tịch danh dự của Viện gốm sứ Thượng Hải, Viện Khoa học Trung Quốc, Chủ tịch Hiệp hội Hóa học Trung Quốc, Chủ tịch danh dự của Hiệp hội gốm sứ Trung Quốc, giáo sư phụ trợ của Đại học Thiên Tân, chủ tịch danh dự của Đại học Thượng Hải, và chủ tịch Hiệp hội các học giả trả về ở nước ngoài Thượng Hải.
Vào ngày 18 tháng 9 năm 2016, ông qua đời vì bệnh tật ở Thượng Hải, thọ 98 tuổi.

## Cuộc sống cá nhân
Năm 1943 ông kết hôn với bạn cùng lớp Tôn Bích Nhu, một nhà khoa học và giáo sư tại Đại học Giao thông Thượng Hải.

## Giải thưởng
- Giải ba giải thưởng quốc gia về khoa học tự nhiên (1981)
- Giải nhất của Giải thưởng sáng chế quốc gia (1981)